# Catharsius nathani
Catharsius nathani là một loài bọ cánh cứng trong họ Bọ hung (Scarabaeidae).